# OMEG-Minenbüro

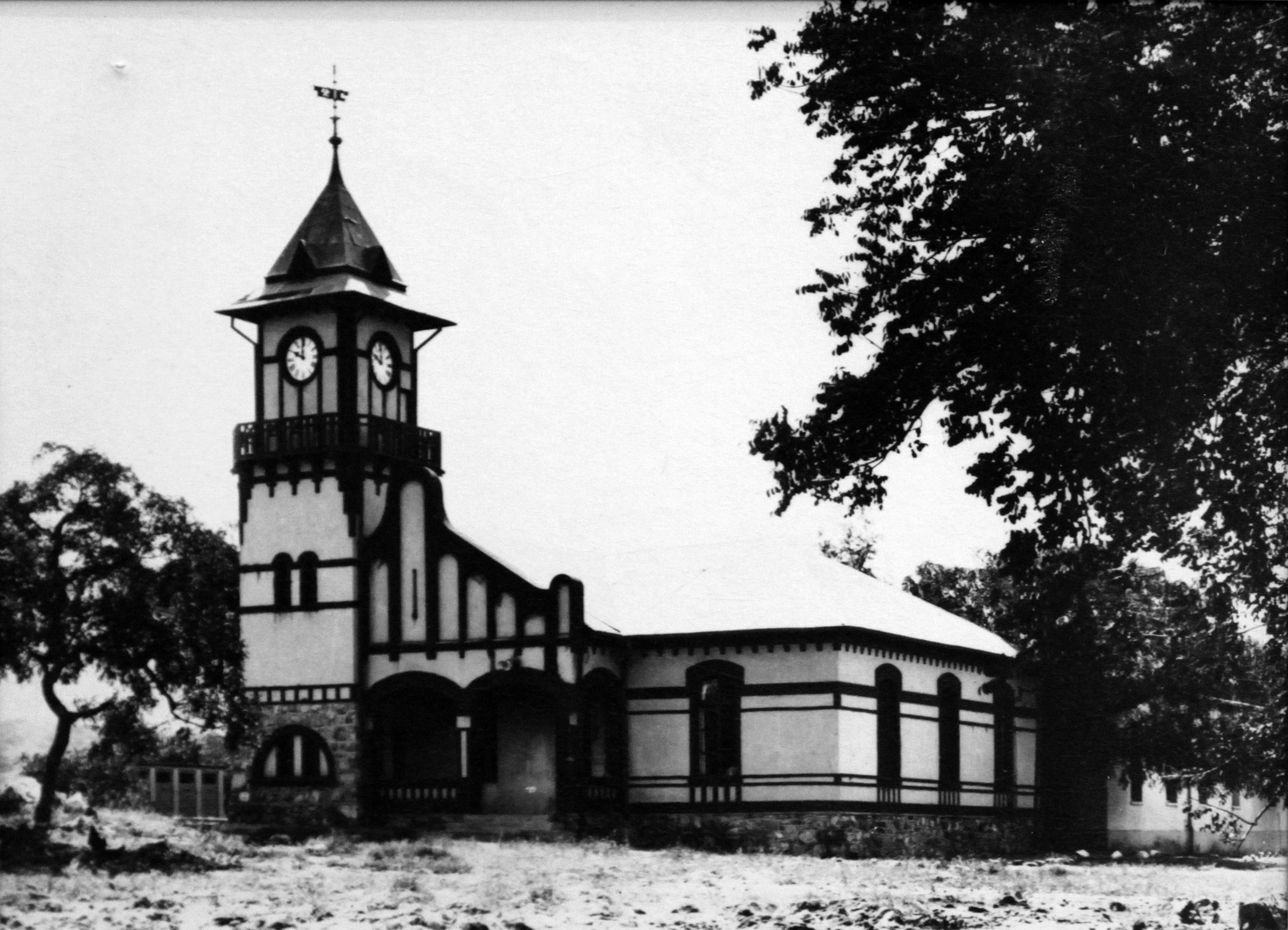
Minenbüro (1907)

Das OMEG-Minenbüro ist ein historisches Verwaltungsgebäude in Tsumeb in der Region Oshikoto in Namibia. Es ist seit dem 15. Februar 1990 ein Nationales Denkmal. 1907 für die Otavi Minen- und Eisenbahn-Gesellschaft errichtet, gilt es als das älteste Gebäude der Stadt.
Das Gebäude mit Uhrturm erinnert an ein Kirchengebäude. Das pyramidenförmige Dach und der Turm sind in Anlehnung an den Hochzeitsturm in Darmstadt 1907 errichtet worden. Bauherr war vermutlich Rudolf Mann. 
1947 wurde das Büro an das Unternehmen „O'Okiep Copper Company“ veräußert. In den folgenden Jahren diente das OMEG-Minenbüro als Bibliothek, Bücherei und methodistische Kirche. Seit 1998 befindet sich hier das „Tsumeb Gimnasium“, eine private Primar- und Sekundarschule.